# Радама II
Радама II (малаг. Radama), до царствования Ракуту (23.09.1829 г. — 12.05.1863 г., Антананариву, Мадагаскар) — король Имерины с 1861 по 12.05.1863 гг.

## Биография

### Ранние годы
Ракуту родился 23 сентября 1829 года и считался официально сыном короля Радамы I, хотя король Радама I умер за девять месяцев до его рождения. Его матерью была королева Ранавалуна I. Историки считают, что Ракуту был сыном любовника Ранавалуны I молодого офицера Андриамихадза. После смерти короля Радамы I мать Ракуту взошла на королевский престол.
Время правления Ранавалуны I характеризуется попыткой восстановления традиционных малагасийских культурных ценностей и ликвидации европейского влияния. В 1857 году произошла попытка государственного переворота, спровоцированная Жозеф-Франсуа Ламбером, который хотел возвести на королевский трон Ракуту, открытого европеизации. Все участника заговора понесли тяжелые наказания. Сам принц Ракуту был посажен под стражу во дворце. После естественной смерти Ранавалуны I в 1861 году Ракуту наследовал королевский трон Имерины.

### Правление
После коронации Ракуту стал называться королём Имерины Радама II. Он открыл Мадагаскар иностранным государствам и заключил договоры о дружбе с Великобританией и Францией. Эти соглашения носили для Имерины неравноправный характер. Иностранцы получили широкие права, схожие с режимом капитуляций в Османской империи. Французская Компания Ламбера (Радама стал её пайщиком) получила право на разведку и эксплуатацию всех природных богатств страны. Ей были обещаны обширные земельные концессии. Эти привилегии были оформлении юридически 12 сентября 1862 года в виде «Хартии Ламбера». Радама II отменил все торговые пошлины, ранее служившие важной статьёй государственных доходов. Он отдал также приказ о роспуске регулярного войска. Прекратились преследования христиан, и в страну стали прибывать многочисленные европейские христианские миссионеры. Его действия по быстрой европеизации страны привели к недовольству среди военных, которые устроили заговор, задушив Радаму II 12-го мая 1863 года. После его смерти на Мадагаскаре возникли слухи, что он остался жив и скрывался на западном побережье острова. Эти слухи привели к многочисленным беспорядкам в Антананариву.
После смерти Радамы II королевский трон заняла его жена Расухерина. Следовавшие за Радамой II монархи находились под жёстким контролем мадагаскарской знати.
Во время его правления Римско-Католическая Церковь активно влияла на Радаму II, чтобы получить себе преференции при распространении католицизма на острове.

## Источник
- Françoise Raison-Jourde, Bible et pouvoir à Madagascar au 19e siècle, Karthala, Paris, 1991, 848 pages.
- Raymond Delval, Radama II, prince de la renaissance malgache, 1861—1863, Éditions de l'École, Paris, 1972, 959 pages.
- R.P. Henry de Régnon, Madagascar et le roi Radama II, Paris, 1863, 204 pages.